# Kriengsak Kovitvanit
Francis Xavier Kriengsak Kovithavanij (Bang Rak, 27. lipnja 1949.) je tajlandski katolički prelat i kardinal koji je služio kao nadbiskup Bangkoka od 2009. do 2024. godine.
Dana 4. siječnja 2015. objavljeno je da će ga papa Franjo imenovati kardinalom. Proglašen je kardinalom 14. veljače i na toj je svečanosti imenovan kardinalom-svećenikom crkve Santa Maria Addolorata.